# Bozovtsé
Bozovtsé (en macédonien Бозовце, en albanais Bozofci) est un village du nord-ouest de la Macédoine du Nord, situé dans la municipalité de Tetovo. Le village comptait 924 habitants en 2002. Il est majoritairement albanais.

## Démographie
Lors du recensement de 2002, le village comptait :
- Albanais : 921 ;
- Macédoniens : 1 ;
- autres : 2.